# Lionel Woodville
Lionel Woodville est un prélat anglais du XVe siècle. Il est évêque de Salisbury de 1482 à sa mort, en 1484.

## Biographie
Fils cadet de Richard Woodville, comte Rivers, et de son épouse Jacquette de Luxembourg, il est le frère cadet de la reine Élisabeth Woodville, l'épouse d'Édouard IV. Sa carrière ecclésiastique le voit être nommé doyen de la cathédrale d'Exeter en novembre 1478, puis évêque de Salisbury en 1482 (nommé le 7 janvier et consacré le 21 avril).
Il est également chancelier de l'université d'Oxford de 1479 à 1483.